# Chartographa fabiolaria
Chartographa fabiolaria är en fjärilsart som beskrevs av Charles Oberthür 1884. Chartographa fabiolaria ingår i släktet Chartographa och familjen mätare. Inga underarter finns listade i Catalogue of Life.